# Sociedad Deportiva Burela
La Sociedad Deportiva Burela es un club de fútbol español de la localidad gallega de Burela, en la provincia de Lugo. Fue fundado en 1966. Actualmente compite en la Regional Preferente.

## Historia
El equipo nace en la localidad luguesa de Burela en el año 1966 fruto de las cenizas del antiguo equipo de la villa, que había dejado de existir en la temporada 1951/1952; y comienza compitiendo en la Primera División del Campeonato Comarcal de las Rías Altas (actual 1.ª Autonómica de Galicia).
A comienzos de los setenta se gana por primera vez el campeonato (temporada 1971/1972), sin embargo el equipo no consigue vencer en la ronda de ascenso a Regional Preferente. En la temporada 1981/1982 se vuelve a intentar el salto de categoría pero el equipo vuelve a quedarse a las puertas, sin embargo al año siguiente, en la temporada 1982/1983 se conquista el título liguero por segunda vez y en esta ocasión se asciende directamente a la Regional Preferente.
A finales de los años 80 se inicia la época dorada del equipo, con el ascenso a 3.ª División en la temporada 1988/1989 y la disputa en la temporada 1990/1991 de un playoff de ascenso, en el que el conjunto verde se quedó a las puertas de un histórico ascenso a Segunda B frente al Real Valladolid B, liderado por José Emilio Amavisca.
Tras el descenso de la temporada 1995/1996 después de siete temporadas en 3.ª División el equipo regresa a Regional Preferente donde disputará ocho temporadas más, hasta descender a 1.ª Autonómica en la temporada 2003/2004, lo cual está a punto de provocar la desaparición del club, algo que finalmente no ocurre.
En la temporada 2005/2006 el equipo conquista un nuevo campeonato (el tercero de su historia) y asciende de nuevo a Regional Preferente, donde tan solo disputará dos temporadas antes de volver a descender nuevamente a 1.ª Autonómica, categoría donde el club continúa compitiendo hasta la temporada 2024/2025, en la que se firma una gran campaña para conquistar el campeonato y regresar 17 años después a Regional Preferente.

## Estadio
La SD Burela juega desde su fundación en el Campo de A Marosa, inaugurado en 1966. Tiene una capacidad de 2.500 espectadores y unas dimensiones de 108 x 69 metros.

## Datos del club
- Temporadas en 3.ª: 7
- Temporadas en Preferente: 16
- Temporadas en 1.ª Autonómica: 28
- Temporadas en 2.ª Autonómica: 4
- Mejor puesto en la historia: 3.º en Tercera División (1990-91)
- Peor puesto en la historia: 8.º en Segunda Autonómica (1978-79) y (1979-80)
- Promociones de ascenso a Segunda B: 1 (1990-91)
- Participaciones en la Copa del Rey: 2 (1991-92) y (1992-93)

### Últimas temporadas
| Temporada | Nivel | Categoría      | Posición |
| --------- | ----- | -------------- | -------- |
| 1981/82   | 6     | 1.ª Autonómica | 2.º      |
| 1982/83   | 6     | 1.ª Autonómica | 1.º      |
| 1983/84   | 5     | Preferente     | 10.º     |
| 1984/85   | 5     | Preferente     | 9.º      |
| 1985/86   | 5     | Preferente     | 13.º     |
| 1986/87   | 5     | Preferente     | 10.º     |
| 1987/88   | 5     | Preferente     | 4.º      |
| 1988/89   | 5     | Preferente     | 2.º      |
| 1989/90   | 4     | 3.ª            | 12.º     |
| 1990/91   | 4     | 3.ª            | 3.º      |
| 1991/92   | 4     | 3.ª            | 6.º      |
| 1992/93   | 4     | 3.ª            | 17.º     |
| 1993/94   | 4     | 3.ª            | 5.º      |

| Temporada | Nivel | Categoría      | Posición |
| --------- | ----- | -------------- | -------- |
| 1994/95   | 4     | 3.ª            | 14.º     |
| 1995/96   | 4     | 3.ª            | 18.º     |
| 1996/97   | 5     | Preferente     | 13.º     |
| 1997/98   | 5     | Preferente     | 7.º      |
| 1998/99   | 5     | Preferente     | 9.º      |
| 1999/00   | 5     | Preferente     | 4.º      |
| 2000/01   | 5     | Preferente     | 5.º      |
| 2001/02   | 5     | Preferente     | 7.º      |
| 2002/03   | 5     | Preferente     | 12.º     |
| 2003/04   | 5     | Preferente     | 18.º     |
| 2004/05   | 6     | 1.ª Autonómica | 4.º      |
| 2005/06   | 6     | 1.ª Autonómica | 1.º      |
| 2006/07   | 5     | Preferente     | 17.º     |

| Temporada | Nivel | Categoría                | Posición |
| --------- | ----- | ------------------------ | -------- |
| 2007/08   | 5     | Preferente               | 20.º     |
| 2008/09   | 6     | 1.ª Autonómica           | 5.º      |
| 2009/10   | 6     | 1.ª Autonómica           | 11.º     |
| 2010/11   | 6     | 1.ª Autonómica           | 6.º      |
| 2011/12   | 6     | 1.ª Autonómica           | 12.º     |
| 2012/13   | 6     | 1.ª Autonómica           | 3.º      |
| 2013/14   | 6     | 1.ª Autonómica           | 5.º      |
| 2014/15   | 6     | 1.ª Autonómica           | 4.º      |
| 2015/16   | 6     | 1.ª Autonómica           | 7.º      |
| 2016/17   | 6     | 1.ª Autonómica           | 14.º     |
| 2017/18   | 7     | 2.ª Autonómica           | 1.º      |
| 2018/19   | 6     | 1.ª Autonómica           | 9.º      |
| 2019/20   | 6     | 1.ª Autonómica           | 8.º      |
| 2021/22   | 6     | 1.ª Autonómica\|Grupo 13 | 7.º      |
| 2022/23   | 6     | 1.ª Autonómica           | 8.º      |
| 2023/24   | 6     | 1.ª Autonómica           |          |

## Palmarés
- Primera Autonómica de Galicia (3): 1971-1972, 1982-1983, 2005-2006
- Segunda Autonómica de Galicia (1): 2017-2018
- Promociones de ascenso: (4): 1971-1972, 1981-1982, 1988-1989, 1990-1991

## Enlaces
- Info SD Burela Federación Galega
- Twitter SD Burela
- Instagram SD Burela

- Datos: Q6130806